# Персональный пробоотборник воздуха
Персональный пробоотбо́рник воздуха (personal sampler) — это носимое устройство для отбора проб воздуха в зоне дыхания работающих в загрязнённой атмосфере.

## Общие сведения
Вдыхание вредных веществ при их чрезмерной концентрации создаёт повышенный риск развития профессиональных заболеваний (в том числе неизлечимых и необратимых: пневмокониозы — силикоз и антракоз, и др). Для правильной оценки концентрации вредных веществ в зоне дыхания необходимо проведение регулярных и систематичных измерений. Однако результаты многочисленных исследований показали, что и мгновенное значение, и среднесменное значение концентрации вредных веществ в зоне дыхания (около лица) может значительно отличаться от концентрации на расстоянии всего 2-3 метра от рабочего из-за непостоянства концентрации веществ в пространстве. Это побудило разработать нестационарное носимое оборудование для отбора проб воздуха именно в зоне дыхания. Правильное измерение загрязнённости вдыхаемого воздуха позволяет точно определить — превышаются ли значения предельно-допустимой концентрации вредных веществ в воздухе рабочей зоны (ПДКрз), и при их превышении — правильно выбрать достаточно эффективное средство индивидуальной защиты органов дыхания (СИЗОД).

## Предельно-допустимые концентрации (ПДКрз)
Принято считать, что в тех случаях, когда воздействие вредных веществ на человека при, например, вдыхании, становится ниже некоторого «граничного» значения, риск развития профессионального заболевания становится пренебрежимо мал. Такие значения концентрации вредных веществ в воздухе в Российской Федерации (ранее в СССР) названы ПДКрз, в США — PEL (OSHA), REL (NIOSH), TWA (ACGIH); в Великобритании — OEL и т. д. Значения научно обосновываются путём проведения изучения случаев отравления работников, экспериментов на людях и животных и т. п., и закрепляются в национальном законодательстве, регулирующем вопросы безопасности и охраны труда. Работодатель обязан обеспечить такие условия работы, при которых концентрация вредных веществ не будет превышать ПДКрз, что предполагает проведение её измерений (а при невозможности избежать превышение ПДКрз — обязан обеспечить работников достаточно эффективными средствами индивидуальной защиты органов дыхания в соответствии с установленными требованиями к их выбору и применению). Но концентрация вредных веществ в воздухе может быть непостоянна в пространстве (и по времени), и её измерение должно проводиться так, чтобы учитывать это. Измерение концентрации вредных веществ в воздухе рабочего помещения с помощью стационарного оборудования может дать результат, отличающийся от реального в несколько раз.

## История
В 1957 г в ядерном центре AERE в Харвеле (Великобритания) были сделаны первые удачные модели персональных пробоотборников с электрическим насосом и гальваническим источником питания. Устройство размещалось в корпусе от электрического велосипедного фонаря, и одной батарейки хватало на неделю работы (1 смена в день). Испытание этого устройства объективно показало, что средняя концентрация вредных веществ в зоне дыхания рабочего может быть, например, в 41 раз выше, чем на расстоянии 2-3 метра от неё (при использовании стационарного измерителя).
| + Отношение концентраций радиоактивных частиц: измеренных персональным пробоотборником, к концентрации, измеренной стационарным пробоотборником (средние значения за 4 месяца измерений), 1966г | Место проведения замеров | Вид излучения | Отношение концентраций — средние (mean) значения |
| Область активного выполнения работы | Альфа Бета               | 0.7 4.1       |                                                  |
| Область проведения дезактивации | Альфа Бета               | 2.7 41        |                                                  |

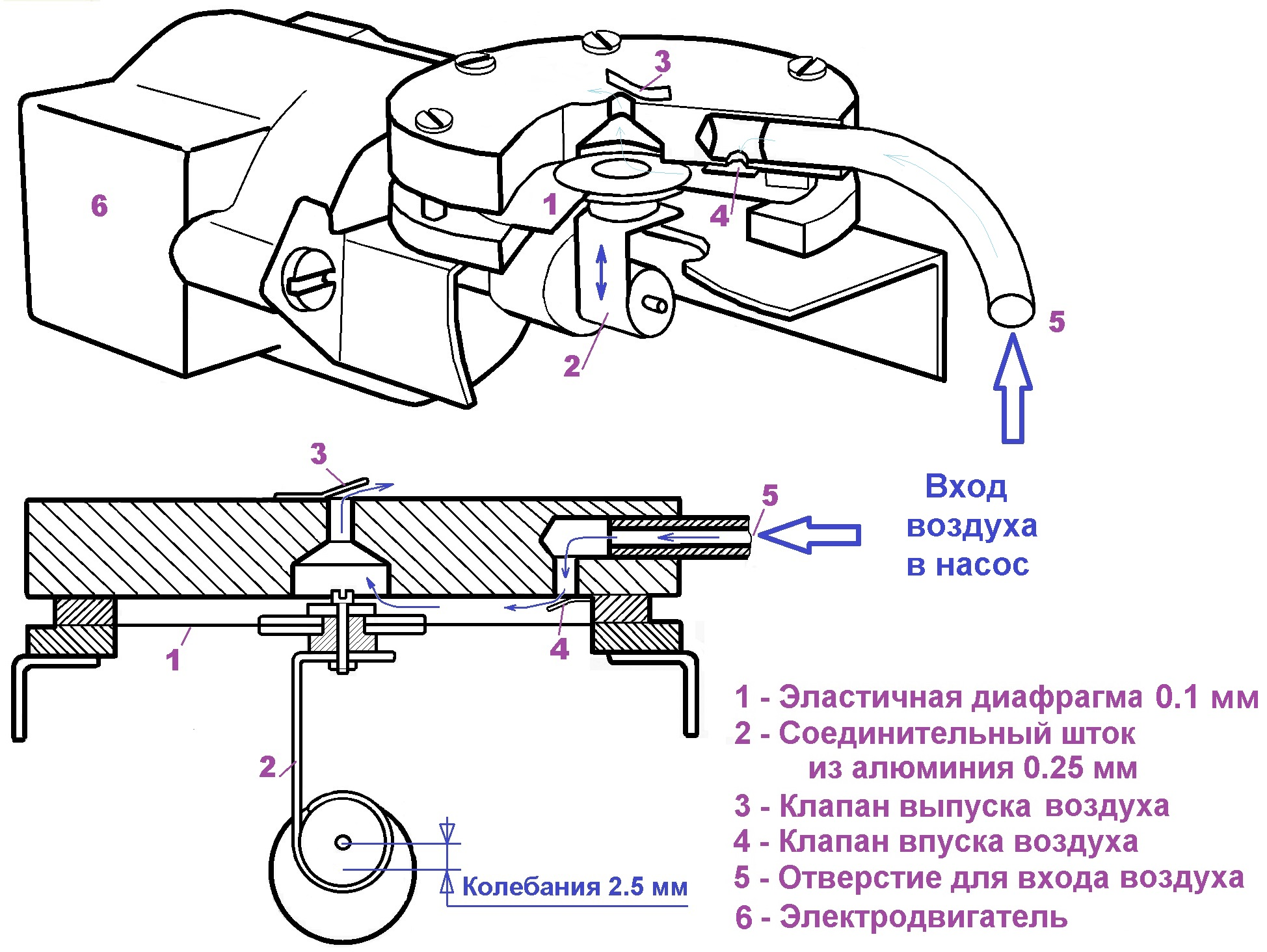
Схема первого в мире персонального пробоотборного насоса, использовавшегося Робертом Шервудом для определения концентрации вредных веществ в зоне дыхания (1958г)

Результаты, полученные Робертом Шервудом в Харвеле, стимулировали разработку и применение подобных устройств, а также проведение исследований, в которых сравнивались результаты измерений стационарных и персональных пробоотборников. В документе NIOSH сделан обзор подобных исследований, в которых одновременно измерялись концентрации в зоне дыхания персональным пробоотборником и в воздухе рабочей зоны стационарным пробоотборником. Они показали, что:
1. Средняя концентрация вредных веществ в зоне дыхания может быть значительно выше, чем в воздухе рабочей зоны.
2. Средняя концентрация вредных веществ в зоне дыхания не имеет ни прямой, ни иной взаимосвязи с концентрацией вредных веществ в воздухе рабочей зоны, и измерение последней не позволяет получить значения первой (например — путём пересчёта).

Поэтому авторы документа, который не был юридически обязательным для выполнения, рекомендовали измерять воздействие воздушных загрязнений на рабочих исключительно с помощью отбора проб воздуха в зоне дыхания. А во многих случаях это невозможно без использования персонального пробоотборника (если во время работы сотрудник перемещается на большие расстояния и т. п.). Рекомендации этого документа использовались при разработке стандартов по охране труда при работе с вредными веществами, которые юридически обязательны для выполнения работодателем (свинец, асбест и др., а также инструкции для инспекторов по охране труда (OSHA), которая требует измерять воздействие воздушных загрязнений на рабочих только персональными пробоотборниками.
Из ~1.5 млн замеров, сделанных инспекторами по охране труда в США (OSHA) за период 1979—2013 гг, 78,4 % замеров было сделано персональными пробоотборниками.

## Конструкция

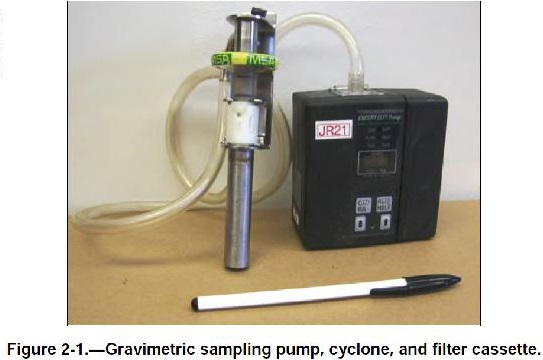
Индивидуальный пробоотборный насос, циклон и кассета с фильтром

Существуют различные способы определения концентрации пыли — осаждение на фильтре с последующим взвешиванием или подходящим химическим анализом; измерение оптических свойств запылённого воздуха, прокачиваемого через детектор и т.п. Для улавливания газов может использоваться прокачивание загрязнённого воздуха через сорбент или, например, раствор химического вещества, которое реагирует с газообразным загрязнителем (например — формальдегидом). Персональные пробоотборники должны быть лёгкими и не мешать выполнению работы, поэтому для них применима лишь часть имеющихся методов определения концентрации веществ в воздухе.

### Обычный («активный») пробоотборник
Наибольшее распространение получили пробоотборные устройства, в которых для улавливания вредных веществ используется принудительное прокачивание загрязнённого воздуха через улавливающую среду с помощью насоса. Обычно используют насосы с электроприводом от аккумулятора. У устройства может быть один, два и более каналов, расход воздуха обычно регулируется и может достигать 20 л/мин. Чтобы правильно определить концентрацию (отношение количества вредного вещества к объёму воздуха) необходимо точно знать количество воздуха, прокачанного через улавливающую среду во время замера. Расход воздуха через пробоотборник может измениться из-за, например, увеличения сопротивления аэрозольного фильтра (при его загрязнении в процессе измерений) и разрядки аккумуляторов. Поэтому во второй половине XX-го века старались провести калибровку приборов и до начала замера, и после замера, а при проведении серии последовательных замеров калибровку могли проводить в начале и в конце смены. Для измерения расходов воздуха могли использоваться, например, пузырьковые расходомеры (bubble flow meter). Позднее в насосный блок стали встраивать маленькие расходомеры — (ротаметры), что позволяло следить за сохранением постоянного расхода воздуха прямо во время работы без выключения прибора.
Улавливающая среда могла быть различной, и зависела от вида загрязнений. Для улавливания аэрозолей могут использоваться аэрозольные фильтры и мембраны. При использовании мембран можно использовать сканирующий электронный микроскоп для определения формы и размера частиц. Если необходимо провести химический анализ для определения состава пыли, на результат анализа может повлиять присутствие определяемых химических веществ в самом материале фильтра/мембраны — фоновое загрязнение при изготовлении. В таких случаях может быть проведён анализ фильтров, которые вообще не использовались, и измеренное среднее фоновое загрязнение вычитается из величины, получаемой при анализе фильтров, на которых осела пыль.
Для определения распределения частиц аэрозоля по размерам могут использоваться импакторы (impactor). В этих устройствах воздух проходит через сопла разного диаметра (сначала через большие, потом — через маленькие), и получаемые струи соударяются о подложкой. Чем больше частица аэрозоля, и чем меньше диаметр отверстия, тем больше её инерционные свойства и вероятность соударения и оседания на подложке. Сравнение содержания пыли на подложками после отверстий разного диаметра позволяет оценить доли пыли с разными диапазонами размеров частиц. Для предотвращения отскока пыли от подложки на неё могут наносить «липкое» покрытие. Если частицы большие и непрочные, они могут разрушаться при соударении, что искажает результат измерений.
Стандарты по охране труда промышленно-развитых стран во многих случаях ограничивают концентрацию нерастворимой пыли в воздухе промышленных предприятий не для всех частиц, а только для маленьких (респирабельная фракция), которые при вдыхании могут проникнуть глубоко в лёгкие и оседать в альвеолах, нанося максимальный вред здоровью. Для замера респирабельной концентрации пыли могут использоваться предфильтры, отделяющие крупные частицы, например — маленькие циклоны диаметром ~10 мм. Измерения показали, что пульсации расхода воздуха (при использовании поршневых пробоотборных насосов) могут влиять на эффективность измерений.
Для улавливания газообразных загрязнений может использоваться трубка с активированным углём, импинджер, барботер и др. Импинджер — это сосуд с соплом, направленным на поверхность улавливающей жидкости. При встрече струи загрязнённого воздуха и специальной жидкости может происходить массообмен, и измерение количества загрязняющего газа в жидкости, или количества прореагировавшего с загрязняющим газом специально подобранного химического реагента (растворённого в жидкости), позволяет определить количество газообразных вредных веществ в прокачиваемом воздухе.
При улавливании биоаэрозолей возникают проблемы, схожие с проблемами при улавливании твёрдых крупных непрочных частиц: соударение с осаждающей поверхностью (твёрдой или жидкой) может разрушить микроорганизм, или убить его, что снижает качество результатов измерений.

### Пассивные диффузионные пробоотборники

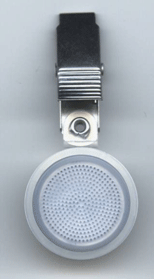
Пассивный диффузионный пробоотборник (внешний вид)

В попытке снизить вес, сложность и затраты на техобслущивание пробоотборников с насосом, были разработаны пассивные пробоотборники. Они используют диффузию молекул вредных газов для улавливания последних, и не имеют никаких подвижных частей. При различии концентрации молекул какого-то вещества в пространстве, молекулы последнего из-за диффузии начнут двигаться в направлении уменьшения концентрации. Если поместить в загрязнённую атмосферу улавливающую среду (например — активированный уголь), то около неё концентрация молекул будет пониженной, и новые молекулы начнут двигаться к улавливающей среде. Если эта среда находится в ёмкости с открытым отверстием (например — на дне цилиндрической коробочки с газопроницаемым противоположным торцом), то зная параметры ёмкости, скорость диффузии и массу уловленных молекул (после анализа улавливающей среды) можно вычислить соответствующую концентрацию перед отверстием.
Конструктивно такие пробоотборники предельно просты. Это может быть маленькая лёгкая цилиндрическая коробочка с диаметром, который обычно больше высоты, на дне которой находится, например, активированный уголь. Ёмкость крепится около воротника с помощью, например, прищепки, и не мешает работать. Во второй половине XX-го века перед началом производства и применения пассивных пробоотборников разрабатывали и применяли их предшественники — индикаторы концентрации газов. Это могли быть, например, специально приготовленные листы бумаги с пропиткой, которые меняли цвет по мере реакции пропитывающего химического реагента с газообразными воздушными загрязнениями. Индикаторы крепились на одежде и позволяли легко определить случаи чрезмерного воздействия вредных газов.
На точность измерений пассивных пробоотборников может влиять наличие или отсутствие движения окружающего воздуха, влияющее на концентрацию газа около отверстия и (при неудачной конструкции) влияющего на движение молекул внутри устройства. Считается, что точность измерений пробоотборников с насосом выше, и сейчас инспектора OSHA при проведении инспекционных замеров на рабочих местах ещё не начали использовать пассивные пробоотборники.
В СССР проводили исследования, показавшие возможность пассивного диффузионного пробоотбора для определения загрязнённости воздуха в помещении; а в РФ разработаны требования к пассивным пробоотборникам.

## Измерения концентрации пыли в реальном масштабе времени

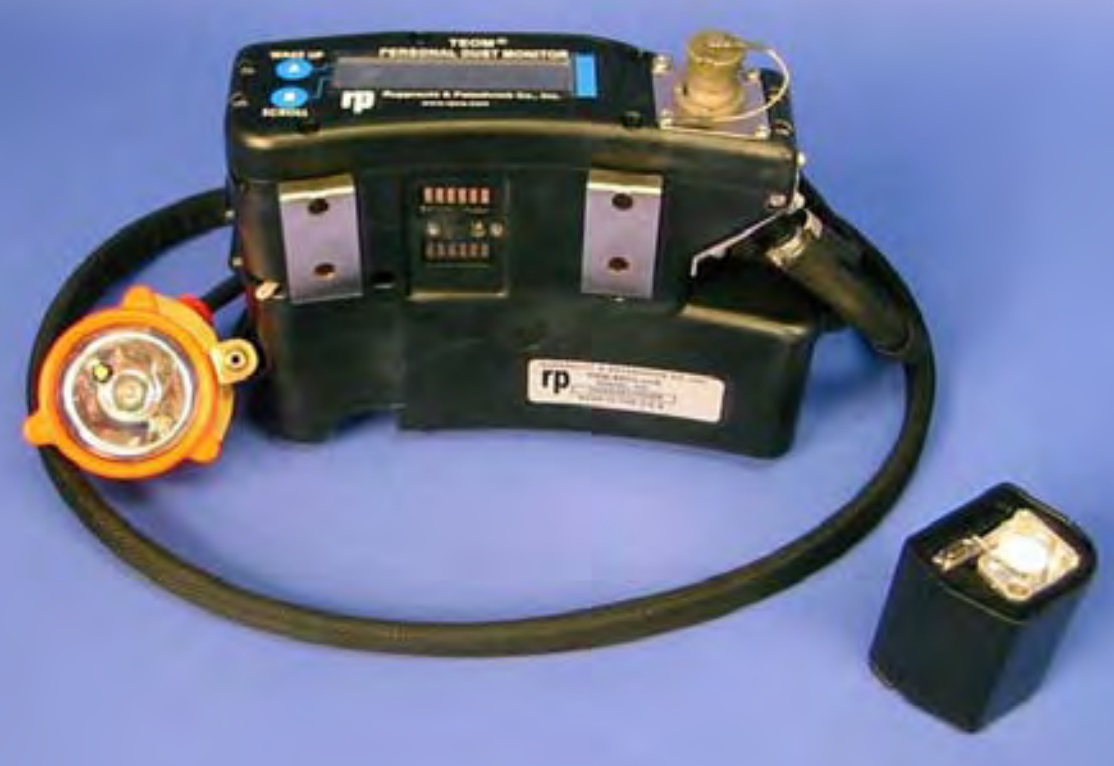
Измеритель массовой концентрации пыли в реальном масштабе времени для шахтёров

Описанные выше приборы позволяют определить концентрацию вредных веществ, но только после окончания проведения замера (после анализа улавливающей среды). Это мешает оперативно оценивать условия работы, и корректировать их при чрезмерном воздействии. Поэтому специалисты NIOSH провели работу по созданию персонального пылемера для шахтёров, способного измерять массовую концентрацию пыли в зоне дыхания. В приборе personal dust monitor (PDM) для улавливания пыли воздух прокачивается через чувствительный элемент — цилиндр с аэрозольным фильтром на конце. По мере накопления пыли на фильтре его масса изменяется, что влияет на частоту собственных колебаний чувствительного элемента. Точное измерение изменения частоты колебаний позволяет определить массу пыли, и вычислить не только текущее значение концентрации, но и «дозовую» концентрацию пыли с начала смены. Для снижения заболеваемости неизлечимым пневмокониозом планируется широкомасштабное применение прибора на угольных шахтах США. С февраля 2016г значения ПДК для угольной респирабельной пыли снизили с 2 до 1,5 мг/м3, и закон обязывает работодателя использовать новые приборы (стоимость в 2016г около 27 тыс. $) на всех наиболее запылённых рабочих местах.
Недостаток прибора в том, что он в принципе не позволяет определить химический состав пыли (долю кварца), по крайней мере — в реальном масштабе времени. Для определения воздействия кварца нужно сделать анализ уловленной пыли, и провести пересчёт результатов измерений.
Устройство интегрировано в шахтёрскую каску с лампой, и по отзывам самих шахтёров, более удобно, чем стандартная измерительная система.

## Использование фильтрующих респираторов для оценки загрязнённости воздуха
Между фильтрующими респираторами и персональными пробоотборниками есть сходство:
1. Они всасывают загрязнённый воздух в зоне дыхания рабочего, даже если последний перемещается.
2. Они пропускают окружающий загрязнённый воздух через улавливающую среду (в персональном пробоотборнике) и через фильтры (в респираторе).

Поэтому анализ количества вредного вещества, задержанного фильтром респиратора (массы пыли на противоаэрозольном фильтре и количества газа в противогазном фильтре), позволяет оценить количество вредного вещества, которое могло бы попасть в органы дыхания при работе без средств индивидуальной защиты. Между персональным пробоотборником и респиратором есть значительное отличие — у первого расход воздуха постоянен и измеряем, что позволяет определить среднюю за замер концентрацию; а у второго не постоянен, и обычно не измеряется, что не позволяет определить концентрацию. Однако риск развития профессиональных заболеваний часто определяется не столько концентрацией, сколько дозой, общим количеством попавших в организм вредных веществ. А персональный пробоотборник не измеряет дозу — её можно лишь приближённо вычислить, если можно оценить потребление воздуха рабочим. В работе предлагалось установить расходомер между фильтром и маской для устранения указанного недостатка.
Взвешивание фильтра респиратора описано в как способ определения пылевой нагрузки на органы дыхания шахтёров. Для (попытки) учёта отличия результатов измерений от реальных значений использовали информацию о доле времени применения респиратора во время работы.
В предложено использовать обычный противогазный респиратор для определения концентрации радона.
Недостатком использования респиратора в качестве средства оценки загрязнённости воздуха является то, что из-за неблагоприятного влияния на самочувствие и работоспособность нередко рабочие снимают маски, находясь в загрязнённой атмосфере. Это может привести к занижению полученных оценок загрязнённости воздуха и вредного воздействия на рабочего.

## Измерение концентрации вредных веществ в СССР и РФ

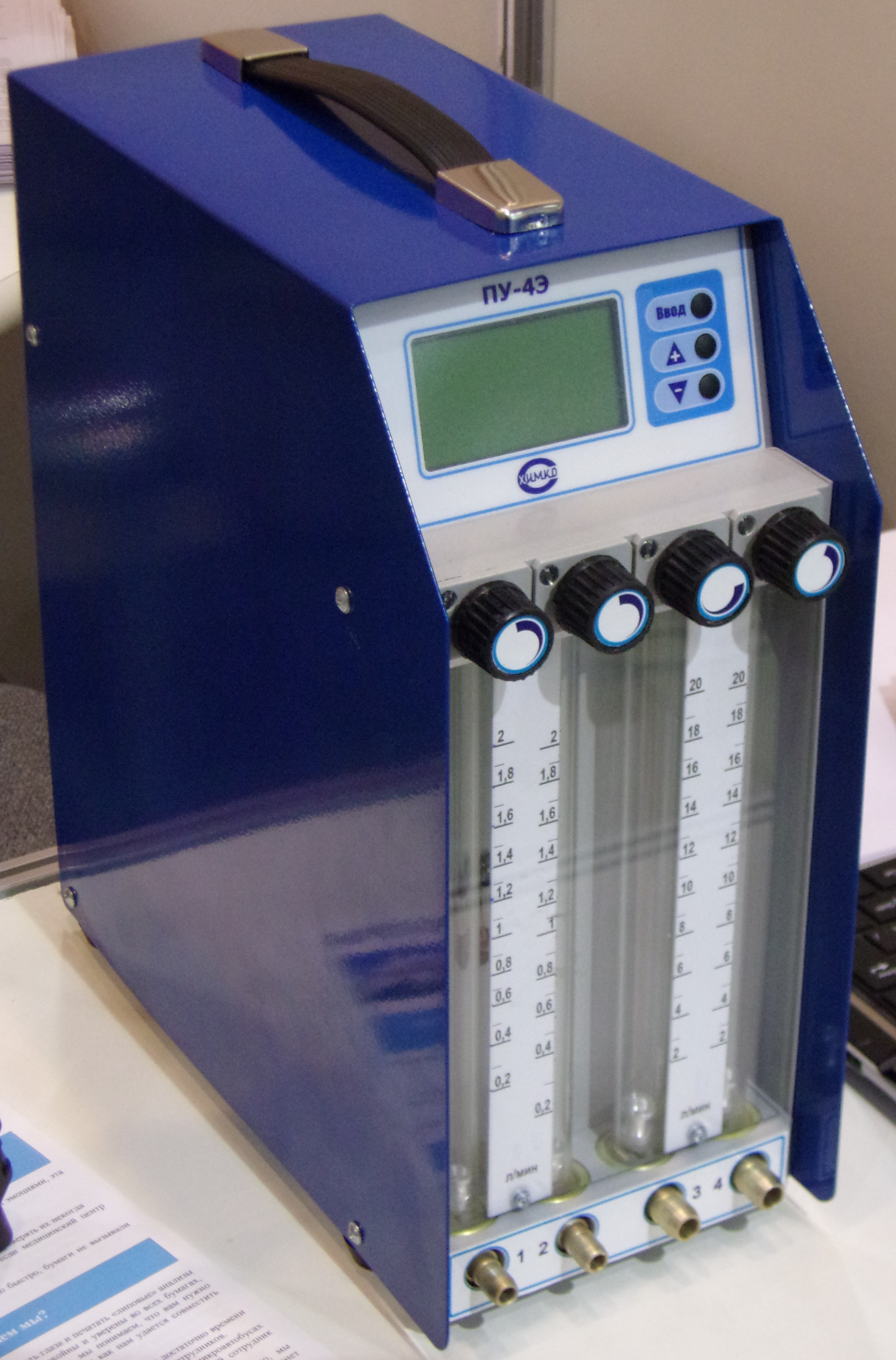
Стационарный побудитель тяги — аспиратор ПУ-4Э, используемый для прокачивания воздуха рабочей зоны через улавливающую среду при измерении степени его загрязнённости. Используется при оценке условий труда, но не позволяет точно определять загрязнённость воздуха у тех рабочих, которые перемещаются во время работы.

В СССР стандарт требовал измерять загрязнённость воздуха только в зоне дыхания, и давал определение этого термина, схожее с американским. Это требование было сохранено в более позднем советском стандарте (Оба документа не содержат никаких ссылок на другие документы, позволяющие определить, на чём основаны эти рекомендации. Но во многих местах они сильно схожи с американским документом, использовавшимся как основа при разработке требований к измерению концентраций инспекторами и требований к работодателю в стандартах по охране труда при работе с некоторыми вредными веществами в США).
В более новых документах, использование которых является обязательным (для получения результата, который можно использовать при проведении аттестации рабочих мест, или при спецоценке условий труда), такой однозначности нет, и нет определения термина «зона дыхания». Документы позволяют проводить замеры в воздухе рабочей зоны на удалении от рабочего, и использовать эти результаты для определения классов вредности и наличия превышения ПДКрз.

1.8. Для контроля воздуха рабочей зоны отбор проб воздуха проводят в зоне дыхания работника либо с максимальным приближением к ней воздухозаборного устройства (на высоте 1,5 м от пола/рабочей площадки при работе стоя и 1 м — при работе сидя). Если рабочее место не постоянное, отбор проб проводят в точках рабочей зоны, в которых работник находится в течение смены.
1.9. Устройства для отбора проб могут размещаться в фиксированных точках рабочей зоны (стационарный метод) либо закрепляться непосредственно на одежде работника (персональный мониторинг).
Стационарный метод отбора проб в качестве основного применяют для решения следующих задач:
…
— определения соответствия фактических уровней содержания вредных веществ их предельно допустимым максимальным концентрациям, а также среднесменным ПДК — в случаях, когда выполнение трудовых операций работником проводится (не менее 75 % времени смены) на постоянном рабочем месте.
Персональный мониторинг концентраций вредных веществ в зоне дыхания работающих рекомендуется применять в качестве основного для определения соответствия фактических уровней их среднесменным ПДК в случаях, когда выполнение трудовых операций работником проводится на непостоянных рабочих местах.

(Приложение 9 (Обязательное) Общие методические требования к организации и проведению контроля содержания вредных веществ в воздухе рабочей зоны 
Отбор проб производят в зоне дыхания работающего либо с максимальным приближением к ней воздухозаборного устройства (на высоте 1,5 м от пола рабочей площадки при работе стоя и 1,0 м — при работе сидя). — 4.2. Рекомендации по выбору способа отбора проб воздуха с учётом гигиенически значимых характеристик загрязнителя
8.4.3. На рабочих местах концентрацию пыли необходимо измерять в зоне дыхания или в случае невозможности такого отбора с максимальным приближением к ней воздухозаборного устройства (на высоте 1.5 м от пола при работе стоя и 1.0 м — при работе сидя).
Стандарт просто не указывает, какой метод отбора проб использовать : " … пробу частиц пыли отбирают с помощью индивидуального или стационарного пробоотборного устройства " (стр. 5).
Однако отбор проб воздуха — это только часть измерения концентрации вредных веществ в воздухе. Утверждённые методики анализа отобранных проб в СССР и РФ могут содержать требование использовать такое оборудование, которое невозможно применять вместе с персональным пробоотборным насосом, размещая его на рабочем (например — хрупкие стеклянные сосуды с растворами реактивов и т. п.) Поэтому в СССР и РФ персональные пробоотборники использовали значительно реже, чем на западе, и это могло привести к занижению измеренной концентрации вредных веществ по сравнению с реальной.
Потенциальное занижение измеренной концентрации вредных веществ во вдыхаемом воздухе по отношению к реальной может привести к:
1. Ошибочному определению отсутствия превышения ПДКрз при наличии превышения;
2. При превышении ПДКрз — ошибочному занижению класса вредности, и соответственно, неправильному определению компенсаций рабочим и налоговых отчислений;
3. При выборе СИЗОД занижение концентрации вредных веществ может привести к ошибочному выбору такого типа респираторов, которые заведомо неспособны надёжно защитить рабочих — по самой своей конструкции, вне зависимости от качества конкретной модели и её сертифицированности[35];
4. Ошибки при определении степени превышения ПДКрз могут привести к неправильному планированию мероприятий по улучшению условий труда.

Разработаны новые стандарты, относящиеся к персональным пробоотборникам и их использованию.
Измерение концентраций вредных веществ именно в зоне дыхания стимулировало западных специалистов разрабатывать способы защиты от вдыхания воздушных загрязнений, не требующих снижения концентрации вредных веществ во всём помещении (когда это невозможно или трудноосуществимо) — воздушных душей и т. п.

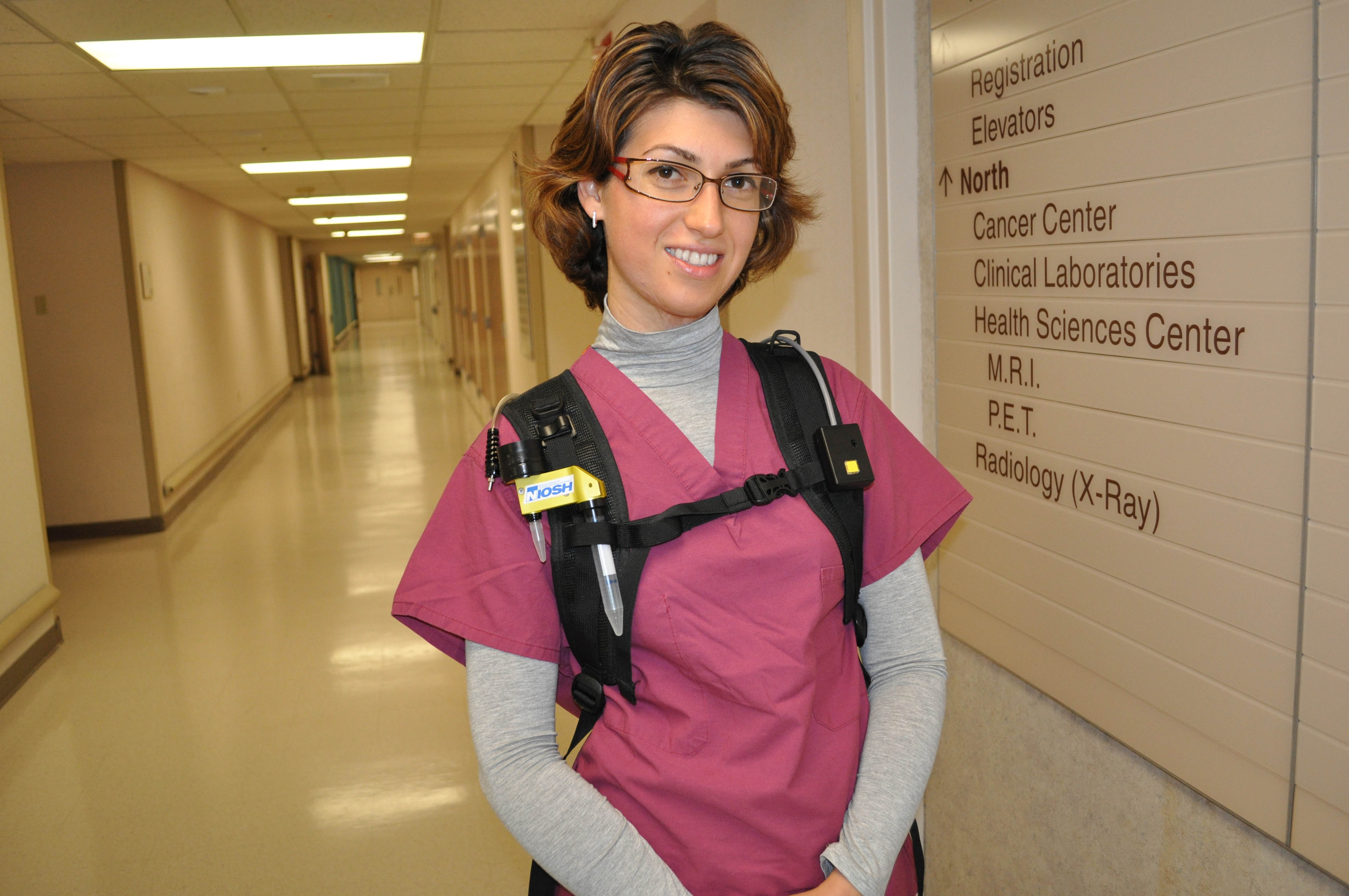
Персональный пробоотборник NIOSH (определение концентрации биоаэрозоля)
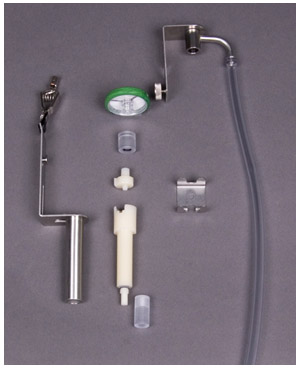
Циклон в разобранном виде (используется для отделения крупных пылинок при измерении концентрации мелкодисперсной респирабельной пыли)
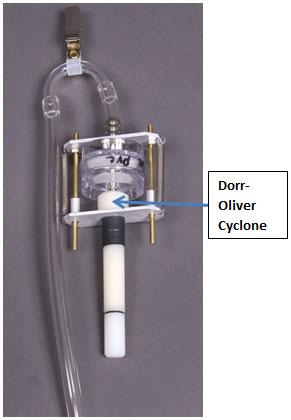
Циклон, улавливает крупную пыль перед аэрозольным фильтром
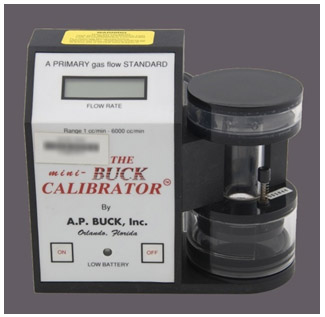
Устройство для калибровки пробоотборных насосов
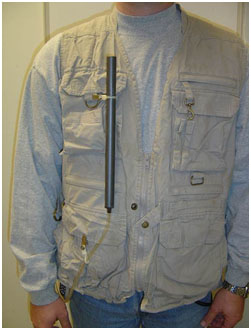
Трубка с сорбентом для измерения концентрации газов
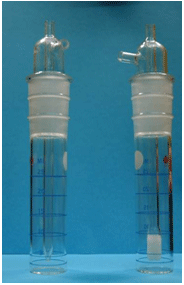
Импинджер (слева) и барботер (справа)
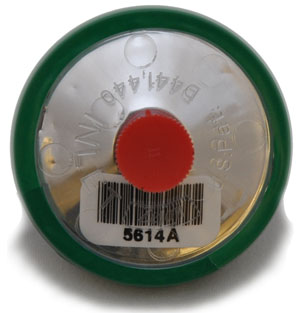
Кассета с аэрозольным фильтром, вид со стороны отверстия для входа воздуха